# Ringebu stavkyrka
Ringebu stavkyrka (norska: Ringebu stavkirke) är en stavkyrka i Ringebu kommun i Innlandet fylke i Norge. Kyrkan används än idag som församlingskyrka.

## Kyrkobyggnaden
Träkyrkan uppfördes troligen omkring år 1220. Utifrån några myntfynd har man daterat kyrkan till omkring åren 1200-1225, men den kan vara äldre. Efter år 1631 genomfördes stora ombyggnadsarbeten då gamla koret och absiden revs. Nytt kor och ny sakristia byggdes och korsarmar tillkom. Ovanför korsmitten byggdes ett torn. Ett restaureringsarbete genomfördes åren 1920-1921 då takstolarna frilades efter att ha varit täckta. Väggdekorationer från 1700-talet restaurerades.

## Inventarier
- Ett mindre krucifix är från 1300-talets första hälft.
- I koret finns en altartavla som är utförd 1686 av Johannes Skraastad.
- Predikstolen är snidad 1703 av Lars Borg.
- Dopfunten av täljsten är från 1100-talet och fanns i en tidigare stolpkyrka på platsen.
- Orgeln från 1982 är tillverkad av Åkerman & Lund Orgelbyggeri.